# Croissant-Rouge du Qatar
Pour les articles homonymes, voir CRQ.

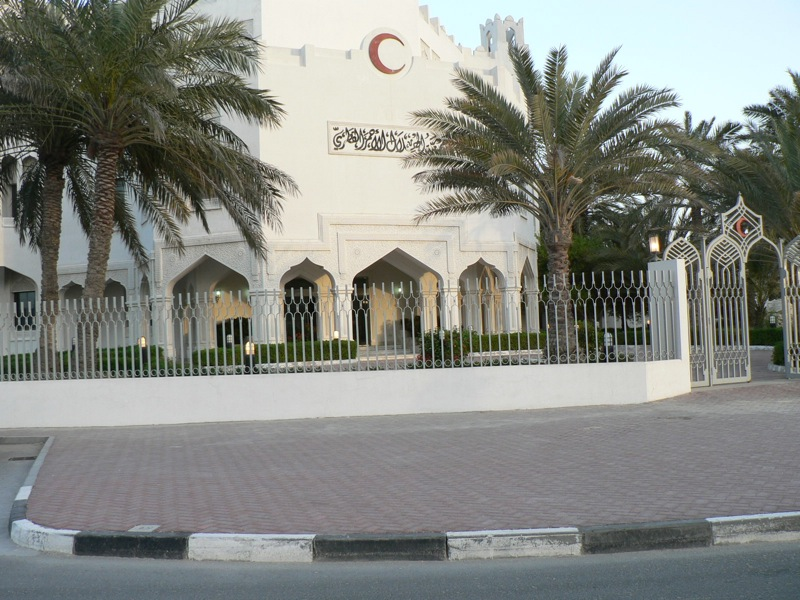
Croissant-Rouge du Qatar

Le Croissant-Rouge du Qatar (« CRQ »), qui est la branche qatarie du la société du Croissant-Rouge, a été créé en 1978. En 1981, l’organisation a reçu la reconnaissance officielle du Comité international de la Croix-Rouge à Genève et a rejoint la Fédération internationale de la Croix -Rouge et du Croissant-Rouge. Le CRQ est également membre du Secrétariat des Sociétés arabes du Croissant-Rouge, basé à Djeddah en Arabie Saoudite. En 1982, le CRQ est la première organisation caritative du Qatar à accueillir des volontaires féminins.
Le siège de l’association est à Doha. Sa principale mission est de porter secours aux victimes de catastrophes naturelles et de conflits armés, et de combattre la pauvreté en fournissant des services sociaux et humanitaires.

## Activités

### Au Qatar
Le Croissant Rouge du Qatar a été le premier organisme caritatif volontaire créé au Qatar. L’activité principale de l’association est de porter secours aux victimes de catastrophes dans le monde entier. Au Qatar, leurs activités portent surtout sur le travail social, les programmes d’éducation et de formation professionnelle et la fourniture de soins médicaux. 

### À l’international
À l’international, le CRQ mène des missions de secours aux victimes de catastrophes ainsi que des actions humanitaires et de développement ainsi qu’une mission de diplomatie humanitaire. 

#### Au Mali
Le CRQ  a mené plusieurs opérations au Nord du Mali au cours des différents conflits entre les forces du gouvernement et les rebelles djihadistes. 
Officiellement, la mission devait apporter un secours alimentaire et sanitaire aux populations civiles locales et d’évaluer les besoins humanitaires des zones soumises à l’action des groupes armés terroristes.
Cependant, de nombreux observateurs ont fait valoir que l’aide effectivement délivrée ne correspondait pas à ce qui avait été promis, notamment pour ce qui est du matériel médical. Une enquête du journal Le Canard Enchaîné citant une source de la Direction du renseignement militaire français (DRM) a révélé que l’État du Qatar finançait les groupes islamistes présents dans la région de l’Azawad et transmettait les fonds par le CRQ. Parmi les groupes nommés par la source figuraient Ansar Eddine, Al-Qaïda au Maghreb islamique (Aqmi) et le Mouvement pour l’unicité et le jihad en Afrique de l’Ouest (Mujao).

#### Dans la bande de Gaza
Lors du conflit dans la bande de Gaza de Septembre 2014, le CRQ a fourni une importante aide humanitaire d’urgence, focalisée sur les services médicaux.

#### En Syrie
Le CRQ est également très actif dans le contexte de la guerre civile en Syrie où il a entrepris de construire des routes dans la région de Lattaquié et d'assurer le transport de personnes blessées dans la guerre civile vers les territoires voisins moins dangereux.
Il a par ailleurs créé un centre de traitement des troubles psychologiques pour les réfugiés syriens ayant fui vers la Jordanie.

#### Au Soudan
Au Darfour, le CRQ a fait donation d’une quantité important de matériel agricole destiné à promouvoir la rentabilité de ces activités.  En 2009, le CRQ a installé un bureau de représentation à l'ouest du Darfour pour faire un suivi plus intensif de ses projets locaux. 

## Partenariats
La Fédération internationale de la Croix-Rouge et du Croissant-Rouge (FICR) ont formé un partenariat avec Al-Jazeera Media en mais 2014, avec le but de donner une plateforme médiatique eux victimes de catastrophes naturelles et de conflits armés.
La FICR a aussi signé un accord de partenariat en 2013 avec la « Fondation Village Culturel » qatarienne (Katara) pour « assister dans la construction de communautés plus résilientes et pacifiques au Moyen-Orient et Afrique du Nord.»
Enfin, en août 2012, le QRC a signé un accord de partenariat avec la Croix-Rouge du Mali pour « renforcer la coordination dans la planification et l'exécution de projets dans le Nord Mali. » 
Le CRQ a été critiquée pour son partenariat avec de nombreuses figures prônant un islamisme violent, dont Hussam Badran, l’un des leaders les plus militants du Hamas, qui aurait aidé le CRQ à recueillir plus de $10 millions USD.

## Équipe dirigeante
Le Croissant-Rouge du Qatar est dirigé par les personnalités suivantes:
- Président : Dr Mohammed Bin Ghanim A. Al-Ali Almaadid
- Secrétaire général : Saleh Ali Al-Muhanadi
- Directeur financier : Mohamed Mohiy Khalifa
- Directeur administratif et des Ressources Humaines : Nayef Faisal S. Almohannadi
- Directeur du Pôle Médical : Dr Daoud Albast
- Directeur du Pôle Développement : Muhammad Mujahid
- Directeur du Pôle Communication : Rajaa Saleh
- Directeur du Pôle Secours et Développement International : Khaled Diab
- Directeur du Pôle Mobilisation des Ressources : Saad Shaheen Al-Kaabi
- Directeur du Pôle Développement Social : Rashid Saad Almohanadi
- Responsable des Relations Internationales : Fawzi Oussedik
- Responsable des Bénévoles : Najat Abdrhman Al-Haidous